# Partit Liberal Sudista
El Partit Liberal Sudista fou un partit polític del Sudan del Sud durant el període en què formava part del Sudan.
El Moviment Polític Sudanès del Sud fou fundat el 1951 per Stanislaus Paysama, Abdel Rahman Sule i Buth Diu. El 1952 va canviar el seu nom a Partit del Sud o Partit Sudista. A partir de 1953 els líders de partit eren Benjamin Lwoki (president), Stanslaus Paysama (vicepresident), Buth Diu (secretari general) i Abdel Rahman Sule (patró del partit). Els objectius eren treballar per la independència completa del Sudan, amb un règim especial pel sud. El partit fou registrat oficialment el 1953. Al principi tenia suport ampli entre l'intelligentsia del sud i de la gran majoria de la gent al sud del Sudan.
En les eleccions legislatives del novembre de 1953 molts candidats al sud anaven en la plataforma de Partit Sudista, alguns eren independents i cinc anaven amb la plataforma del Partit Nacional Unionista. Els resultats van donar 9 diputats elegits en les llistes del Partit del Sud que tenia el suport a més de tres candidats independents (d'11 elegits). Els electes van anar tots en el mateix vaixell a Khartum i van acordar actuar junts. Fou una aliança efímera perquè les disputes sobre el lideratge i la política a seguir foren constants. Els primers conflictes van sorgir quan l'administració va començar a ser sudanitzada i dels designats 800 eren del nord i només 6 del sud; els nordistes van al·legar que no hi havia prou sudistes capacitats, una manera de dir que no eren prou fluents en la parla de l'àrab.
El 1954 va canviar el seu nom a Partit Liberal per eliminar els temors que fos un partit secessionista, però els nordistes el van anomenar Partit Liberal Sudista i finalment aquest nom fou adoptat oficialment. L'octubre de 1954 va celebrar una gran assemblea a Juba on es van exposar la injustícies de la comissió de Serveis Públics amb els sudistes, i van anunciar la petició d'un sistema federal demanant als sudistes sacrificis per aconseguir aquest objectiu. Benjamin Lwoki va refusar donar suport a la independència perquè el llenguatge oficial del país havia de ser l'àrab.
L'abril de 1955 el Partit Lliberal va cridar a tots els parlamentaris del sud a treballar junts per les aspiracions del sud com un bloc, i per donar suport a qualsevol partit del nord que els pogués en els seus objectius. El partit va convocar una conferència a celebrar a Juba el juny d'aquell any. En la resposta, el govern va fer passos per debilitar el partit establint que cap funcionari civil podria participar en política, i donant amplia publicitat als caps sudistes que s'oposaven a la conferència. L'agost de 1955 la guarnició militar a Torit, al sud, es va rebel·lar en el que fou el primer acte de la primera guerra civil sudanesa (1955–1972). Les tropes, que estaven formades per sudistes, temien que el govern planejava canviar-los per nordistes. En els subsegüents disturbis 261 nordistes van morir en llocs diferents a tots el sud, junt amb 75 sudistes. El Partit Liberal Sudista va demanar una intervenció militar britànica, cosa que alguns pensaven que podia ajudar els rebels. Tanmateix però, els britànics donaren suport a les peticions que els rebels es rendissin, i abans de mitjan setembre de 1955 s'havia restaurat una pau fràgil. El Sudan esdevenia independent l'1 de gener de 1956. Alguns sudistes educats sentien que el Partit Liberal havia estat comprat pels nordistes.
El 1957 dos intel·lectuals, el pare Saturnino Lohure Hilangi i Ezboni Mondiri Gwanza, van fundar el Partit Federal del Sudan del Sud (PFSS/SSFP). El 27 de febrer i 8 de març de 1958 es van celebrar les primeres eleccions legislatives després de la independència i la plataforma del Partit Liberal Sudista va obtenir 38 escons. Els partits del nord necessitaven als sudistes per completar la majoria (bé l'Umma o bé el PNU-PDP, per superar els 86 escons que donava la majoria) però aquests no van restar units; els nordistes van explotar les rivalitats personals i ètniques per dividir el partit en faccions rivals i aconseguir el suport dels liberals; alguns parlamentaris van passar a altres partits: 16 al Partit Sudista Independent; 1 al Partit Antiimperialista; 1 al Partit Federal Sudista (o del Sudan del Sud), 1. El Partit Liberal Sudista va quedar amb 20 diputats. El president de partit, Stanislaus Paysama, deia que els Liberals gairebé tenien a les mans la carta del triomf, però "els diners eren allà, una gran quantitat de diners, del govern i del partit Umma, i cada vegada que s'havia de votar [els polítics del sud] es destruïen sols". El parlamentari del Partit Federal del Sudan del Sud (Partit Liberal Sudista) (que ho era per la circumscripció de Torit), va presentar una moció a favor de l'establiment d'un Sudan Federal, que fou rebutjada, i el partit es va retirar del Parlament (16 de juny de 1958); el govern llavors va fer arrestar al president del partit Ezboni Mondiri Gwanza i aquest es va fraccionar i el Pare Saturnino Lohure va formar amb tots els parlamentaris que li van voler donar suport, el Bloc del Sud, que va reunir a 25 membres. El 17 de novembre de 1958 el parlament quedava dissolt per un cop d'estat militar dirigit pel general Ibrahim Abbud.
Saturnino va haver de fugir a Uganda el 1961. Mondiri fou jutjat el 1960 i condemnat a 10 anys. El 30 d'octubre de 1964 es va formar un govern de transició a al democràcia en el qual Mondiri fou ministre fins al març de 1965. El febrer de 1965 es van convocar eleccions. William Deng Nhial, un líder a l'exili de la Unió Nacional Africana del Sudan (UNAS/SANU) va decidir participar-hi. Al mateix temps es fundava un partit anomenat Front del Sud a Khartum, constituït per un grups de funcionaris civils, estudiants i professionals (pel que a vegades fou anomenat Front Professional del Sud). Stanislaus Paysama li va aconsellar no formar un partit nou, sinó reactivar el Partit Lliberal Sudista, que encara tenia força suport popular, i aconseguir la màxima representació unitària. Però Deng Nhial s'hi va negar i va decidir concórrer a l'elecció en solitari. El març una conferència va intentar resoldre el problema del sud sense aconseguir-ho; després de la conferència el vell Partit Liberal Sudista va subsistir però el SANU i el Bloc del Sud havien esdevingut majoritaris. A les eleccions que es van celebrar el 21 de'abril de 1965 (però al sud es van retardar fin el 8 de març-18 d'abril de 1967 només un liberal (Philip Abbas Ghabboush) fou elegit i la UNAS/SANU va obtenir 10 escons. Ja no va tornar a participar a cap més elecció.